# Saga (Skövde)
Biostaden Saga är en biograf som ligger i centrala Skövde. Biografen har sex salonger och rymmer totalt 595 besökare.[källa behövs] Biostaden Saga tillhör biografkedjan Svenska Bio och är en av deras fem största biografer.[källa behövs] Under 2001 byggdes biografen om med två nya salonger och en ny foajé.